# Ras Michael
 (février 2023).
La mise en forme du texte ne suit pas les recommandations de Wikipédia : il faut le « wikifier ».
Les points d'amélioration suivants sont les cas les plus fréquents. Le détail des points à revoir est peut-être précisé sur la page de discussion.
- Les titres sont pré-formatés par le logiciel. Ils ne sont ni en capitales, ni en gras.
- Le texte ne doit pas être écrit en capitales (les noms de famille non plus), ni en gras, ni en italique, ni en « petit »…
- Le gras n'est utilisé que pour surligner le titre de l'article dans l'introduction, une seule fois.
- L'italique est rarement utilisé : mots en langue étrangère, titres d'œuvres, noms de bateaux, etc.
- Les citations ne sont pas en italique mais en corps de texte normal. Elles sont entourées par des guillemets français : « et ».
- Les listes à puces sont à éviter, des paragraphes rédigés étant largement préférés. Les tableaux sont à réserver à la présentation de données structurées (résultats, etc.).
- Les appels de note de bas de page (petits chiffres en exposant, introduits par l'outil «  Source ») sont à placer entre la fin de phrase et le point final[comme ça].
- Les liens internes (vers d'autres articles de Wikipédia) sont à choisir avec parcimonie. Créez des liens vers des articles approfondissant le sujet. Les termes génériques sans rapport avec le sujet sont à éviter, ainsi que les répétitions de liens vers un même terme.
- Les liens externes sont à placer uniquement dans une section « Liens externes », à la fin de l'article. Ces liens sont à choisir avec parcimonie suivant les règles définies. Si un lien sert de source à l'article, son insertion dans le texte est à faire par les notes de bas de page.
- La présentation des références doit suivre les conventions bibliographiques. Il est recommandé d'utiliser les modèles {{Ouvrage}}, {{Chapitre}}, {{Article}}, {{Lien web}} et/ou {{Bibliographie}}. Le mode d'édition visuel peut mettre en forme automatiquement les références.
- Insérer une infobox (cadre d'informations à droite) n'est pas obligatoire pour parachever la mise en page.

Pour une aide détaillée, merci de consulter Aide:Wikification.
Si vous pensez que ces points ont été résolus, vous pouvez retirer ce bandeau et améliorer la mise en forme d'un autre article.
Ras Michael (ou Dadawah), Michael George Henry de son vrai nom, né à Saint Mary en 1943 est un musicien jamaïcain. Il a formé le groupe des Sons of Negus au milieu des années 1960.

## Biographie
Henry est né à Saint Mary, en Jamaïque, où il a grandi dans une communauté rastafari au sein de laquelle il apprendra à jouer des percussions Nyabinghi, notamment le repeater.
Adolescent, il s'installe dans le quartier de Waterhouse à Kingston où il joue avec des musiciens rastafaris locaux,. Sous l'égide du percusionniste Brother Joe, il fonde en 1967 The Sons of Negus, formation connue pour ses tambours et chants traditionnels Nyabinghi, puis il fonde le label Zion Disc sur lequel il publie un certain nombre de singles.  Il a également participé à de sessions d'enregistrement au légendaire Studio One de Coxsone Dodd. Il était le premier membre du mouvement Rastafari à avoir un programme radiophonique reggae en Jamaïque (le programme The Lion of Judah Time avait été diffusé pour la première fois en 1967 sur JBC),.
En 1974, Il rebaptise son groupe Ras Michael And the sons Of Negus et sort son premier Album Peace And Love sous le nom de Dadawah. La même année, il entame une collaboration avec Tommy Cowan qui produit l'album Nyahbinghi. Bien que l’album ne se soit pas bien vendu, Cowan produit un deuxième album, Rastafari (1975), auquel ont participé des musiciens de premier plan, notamment le bassiste Robbie Shakespeare, le guitariste Earl "Chinna" Smith, le claviériste Robbie Lyn et Peter Tosh à la guitare; Rastafari, dont la pochette contient un design  de Neville Garrick représentant le jeune Haile Selassie, connut un succès commercial plus grand et fut suivi en 1977 par Kibir Am Lak, ce qui a accru la popularité du groupe en Europe et aux États-Unis.
En 1977, il apparaît dans le documentaire Roots Rock Reggae.
Ras Michael a participé à des sessions au Black Ark studio de Lee Scratch Perry (notamment des enregistrements pour Junior Murvin et Bob Marley). Puis il y enregistre en 1978 avec les Sons of Negus l'album Love Thy Neighbour (sorti en 1979) produit par un Lee Perry sombrant dans la démence, dernier chef-d'œuvre à sortir des entrailles de sa mythique Arche Noire (Black Ark studio),. 
La même année, il participe au One Love Peace Concert, aux cotés d'artistes de premier plan comme Jacob Miller, Peter Tosh ou Bob Marley,.
Il a enregistré 'Give Love' avec Suns of Arqa en 1984 pour leur album India?. Au total, il a enregistré plus de 25 albums.
En plus d'être actif comme évangéliste, ambassadeur et diplomate auprès de l’église  Éthiopienne orthodoxe Tawahido à l’échelle internationale, Ras Michael est l’un des fondateurs et président du Centre culturel Rastafarian International/Marcus Garvey à Los Angeles, ainsi que du centre culturel Fly Away à Kingston en Jamaïque. Il vit actuellement à Los Angeles.
En août 2015, il a reçu l'Ordre de distinction du gouvernement jamaïcain en reconnaissance de sa contribution au développement de la musique du pays.

## Discographie
- Nyahbinghi (1974), Starapple/Trojan
- Dadawah - Peace & Love (1974), Wildflower
- Freedom Sounds (1974), Dynamic Sounds
- Rastafari (1975), Grounation
- Tribute to the Emperor (1976), Trojan
- Irations of Ras Michael & Sons of Negus Volume One (1977), Top Ranking
- Kibir Am Lak (1977), Top Ranking
- Movements (1978), Dynamic Sounds
- Love Thy Neighbour (1979), Jah Life
- Promised Land Sounds (1980), Lion's Gate
- Disarmament (1981), Trojan
- Revelation (1982), Trojan
- Rally Round (1985), Shanachie
- Zion Train (1988), SST
- Know Now (1989), Shanachie
- Rastafari Dub (1989), ROIR
- Mediator (1992), High Times
- Spiritual Roots (1999), VP
- Lion Country (1999), Roots & Culture
- A Weh Dem a Go Do Wid It (2003), ROIR
- Try Love (2006), Vista Ave Entertainment
- Live Ina Babylon (2009), Sankofa
- None A Jah Jah Children (2018), VP

Compilations
- New Name (1994), Culture Press
- Anthology (2001), Culture Press
- Merry Peasant (2003), 2b1
- Reggae Best (2004), Culture Press
- Reggae Masters (2009), Creon